# Pałac w Dobrowie
Pałac w Dobrowie – zabytkowy pałac we wsi Dobrowo w województwie zachodniopomorskim.

## Historia
Pałac został wzniesiony w połowie XIX w., najprawdopodobniej na XVI-wiecznych fundamentach. Budowla w stylu neogotyckim stanowiła pałac rodowy dla rodziny von Kleistów, do których należało dzisiejsze Dobrowo. 
Pałac po II wojnie światowej został przekazany jako własność Państwowego gospodarstwa rolnego w Dobrowie. Budynek udostępniono wówczas jako przestrzeń biurowa oraz świetlica dla mieszkańców. W kolejnych latach zlecono remont, którego celem było przekształcenie pałacu w szkołę podstawową. Działała ona w latach 1965-2000.
W 2000 r. pałac odkupił od gminy Tychowo muzyk i biznesmen polsko-kanadyjskiego pochodzenia Michael John Oczko.

## Opis obiektu
Pałac znajduje się na niewielkim wzniesieniu na skraju wsi. W ryzalicie zwieńczonym szczytem schodkowym między oknami drugiego piętra nad balkonem znajduje się kartusz z herbem von Kleistów. Teren zespołu pałacowo-parkowego ma około 1750 m kw. powierzchni. Pod parkiem znajduje się sieć podziemnych korytarzy, do których wejścia ukryte są w pobliskim lesie.

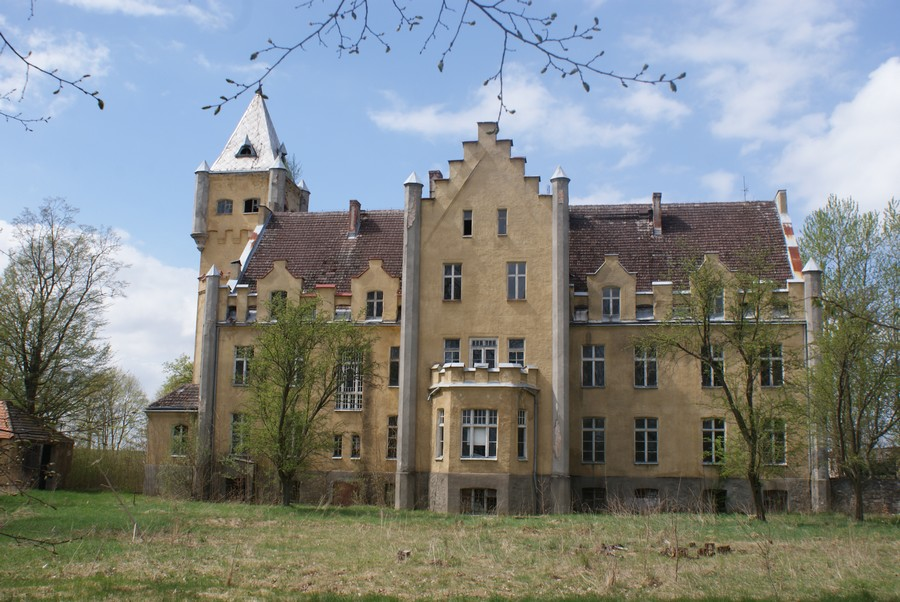
Pałac
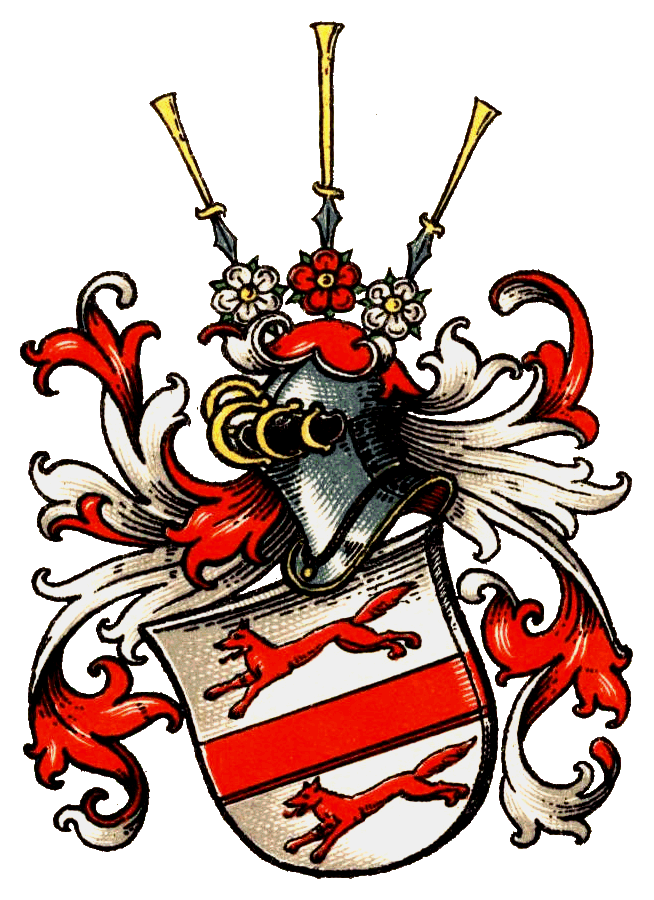
Herb von Kleist